# Gotthard Johann von Knorring
Il barone Gotthard Johann von Knorring (11 novembre 1744 – Dorpat, 17 dicembre 1825) è stato un generale russo, era il fratello di Karl Heinrich von Knorring.

## Carriera
Nel 1764 si diplomò dall'accademia militare. Partecipò alla Guerra russo-turca (1768-1774) dove si distinse nell'assedio di Hawtin (1769).
Nel 1788 ricoprì la carica di quartiermastro generale, prendendo parte attiva nel guidare gli svedesi di Finlandia. Partecipò alla Guerra russo-polacca del 1792.
Nel 1797 su ordine di Paolo I, si ritirò. Nel 1806 tornò in servizio e servì sotto il comando del generale Levin August von Bennigsen, ma causa dei disaccordi tra i due, dopo la battaglia di Eylau, si ritirò dall'esercito.
Durante la Guerra di Finlandia fu nominato comandante dell'esercito russo schierato in Finlandia al posto del conte Friedrich Wilhelm von Buxhoeveden.